# Еллинек, Адольф
Адольф (Аарон) Еллинек (нем. Adolf Jellinek; 26 июня 1820, Моравия — 29 декабря 1893, Вена) — еврейский учёный и проповедник в Лейпциге и Вене (c 1856). Брат Германа и Морица Еллинеков.

## Биография
Еллинек был прежде всего выдающимся оратором и проповедником: его называли «Златоустом синагоги». Многие из его проповедей могут считаться научными трактатами и вносят ценный вклад в литературу об иудаизме. Особенно заслуживают упоминания «Учение иудаизма об отношении евреев к неевреям» (нем. «Die Lehre des Judenthums über die Beziehungen d. Juden zum Nichtjuden», 1859); «Пять речей о еврейском вероисповедании» (нем. «Fünf Reden über das israelitische Glaubensbekenntnis», 1869) и «Пять речей о еврейском учении о человеке» (нем. «Fünf Reden über die israelitische Menschenlehre und Menschenachtung», 1871). Еллинек также много занимался мидрашами (опубликовав шесть томов мидрашей в 1853—1878 годах), исследовал историю Каббалы.
Занимала Еллинека проблема особенности еврейского темперамента, мировосприятия: посвящённые этому его книги «Еврейская основа» (нем. «Der judische Stamm», 1869, русский перевод в 1870 году) и продолжение «Еврейская основа в нееврейских речениях» (нем. «Der judische Stamm in nicht-judischen Sprich-wörtern», 1881—1885) содержат множество ценных наблюдений (считается, в частности, что именно к Еллинеку восходит известное сравнение еврейского темперамента с женским по впечатлительности, чувствительности, подвижности).
Его брат Герман был казнён за участие в революции 1848 года.